# Estadio Rafael Murillo Vidal
Das Estadio Rafael Murillo Vidal ist ein Fußballstadion in Córdoba, Veracruz, das 1973 errichtet und 1974 eröffnet wurde. Benannt ist es nach dem Mann, der das Land für den Bau des Stadions zur Verfügung gestellt hat.
Am 11. April 1976 war das Stadion Spielort der höchsten mexikanischen Spielklasse, als die Tiburones Rojos Veracruz und der Puebla FC (2:0) „auf halber Wegstrecke“ gegeneinander antraten.
Das Stadion kann derzeit rund 3500 Zuschauer aufnehmen und soll im Rahmen einer anstehenden Generalüberholung auf mindestens 5000 erweitert werden.